# Sambrinvest
Sambrinvest is een investeringsmaatschappij met zetel in Gosselies die op 9 januari 1985 werd opgericht door het Waals gewest. Het is een motor in de bevordering en het opzetten van financiële projecten die in aanmerking kunnen komen om bij te dragen aan de economische en sociale ontwikkeling van de kom van Charleroi.
Sambrinvest participeert in de oprichting van nieuwe ondernemingen en in de ontwikkeling van kleine en middelgrote ondernemingen die gevestigd zijn of zich willen vestigen in de bekkens van Charleroi. Op die manier wil het Waals gewest ondernemingen stimuleren om zich te vestigen in de bekkens van Charleroi en zo daar stabiele en duurzame arbeidsplaatsen creëren. De s.a. Sambrinvest biedt bedrijven op verschillende manieren ondersteuning; zo kan het bedrijf participeren in kapitaal, inschrijven op al dan niet converteerbare obligaties, deelnemen aan de verwerving van industriële eigendomsrechten en achtergestelde leningen of participatieleningen verstrekken. 
S.a. Sambrinvest heeft verschillende dochterondernemingen opgericht die elk gespecialiseerd zijn in een bepaald domein (bijvoorbeeld SAMBRELEASE, dat de bedrijven ondersteunt via het systeem van leasing bij aankoop van onroerende goederen). 